# Laurin & Klement 105
Der Laurin & Klement 105 ist ein Pkw-Modell. Er war der Nachfolger des Typs 100 von 1922. Wie er führte er auch die Bezeichnung 7/20 HP. Der PKW kam 1923 mit verschiedenen Aufbauten in Holz-/Stahlmischkonstruktion heraus.
Genau wie der des Vorgängers, hatte der wassergekühlte, seitengesteuerte Viertakt-Motor mit L-Kopf einen Hubraum von 1791 cm³ und eine Leistung von 20 PS (15 kW). Er beschleunigte das Fahrzeug bis auf 80 km/h. Über das an den Motorblock angeflanschte Getriebe und eine Kardanwelle wurde die Antriebskraft an die Hinterräder weitergeleitet. Der Rahmen des Wagens bestand aus genieteten Stahl-U-Profilen. Einziger sichtbarer Unterschied zum Vorgängermodell war der links neben der Motorhaube angebrachte Reservereifen.

## Quelle
- Fahrzeughistorie von Skoda.de